# Колективна травма

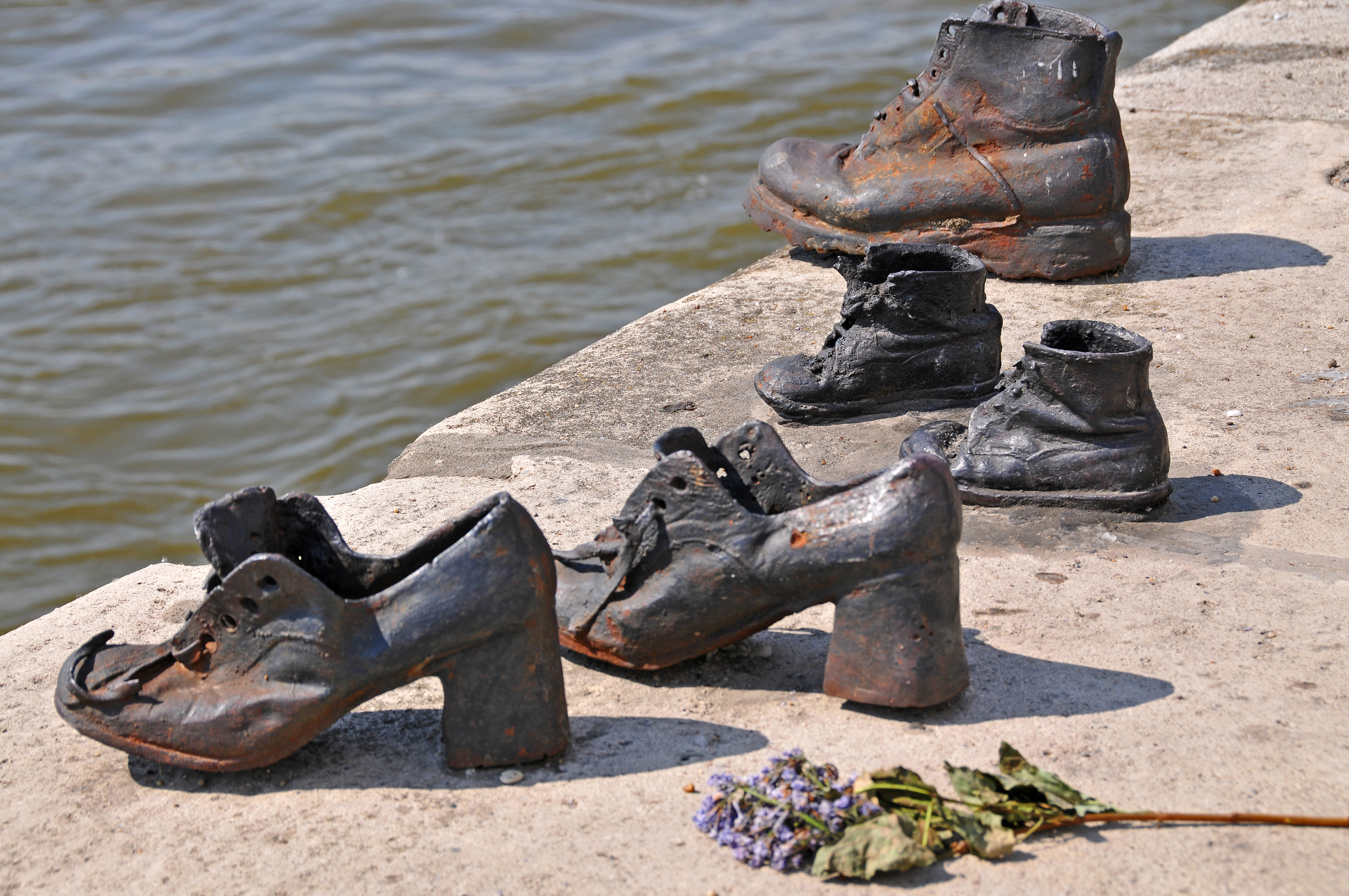
Меморіал на згадку про жертви Голокосту, встановлений на березі Дунаю в Будапешті (2005)

Колективна травма — психічна травма, отримана групою людей будь-якого розміру, аж до цілого суспільства, внаслідок соціальної, техногенної чи екологічної катастрофи або злочинних дій політичних чи інших соціальних суб’єктів. 

## Визначення та причини
Колективними травми зазвичай називають травми великої кількості людей. Але відмінною рисою колективної травми є не число травмованих, а те, що крім безпосередніх учасників вона зачіпає людей, прямо не причетних до травмуючих подій, іноді охоплюючи все суспільство. Іншими словами — колективна травма не обмежена в просторі. Ще одна її особливість — розтягнутість у часі, коли травма немовби відривається від конкретної події, закріплюючись в історичній пам'яті, часто проходячи через декілька поколінь. Жертвами колективної травми стають не окремі люди, навіть не багато людей, а соціальні групи в цілому, які вважаються об'єктами травматизації та суб'єктами травматичних переживань. 
Причиною колективних травм найчастіше є війни (в тому числі і інформаційні); геноцид в самих різних формах; катастрофи (техногенні та гуманітарні); стихійні лиха (екологічні катастрофи); соціальні революції та перевороти (державні та військові); депортація або вигнання великих груп людей (наприклад, за етнічною чи релігійною ознакою); обмеження свободи великих груп людей (концтабори, рабство); політичні, релігійні та інші репресії; терористичні акти, що викликали суспільний резонанс; убивство або трагічна загибель суспільних лідерів або кумирів.

## Прояви
Характерною особливістю колективної травми є те, що травмованою себе відчуває вся соціальна група, навіть ті, кого особисто не торкнулася трагедія. Зазвичай травматичні події набувають рівня колективної травми, якщо їх показники перевищують звичайні рамки, що визначають величину трагедії, силу травматизації і тяжкість наслідків — кількість загиблих, масштаб події, значимість загиблої особи (якщо мова йде про загибель громадського кумира). 
Важливим чинником травматизації є психологічні умови, в яких протікає подія. Насамперед — це рівень переживання несправедливості (або потоптаної справедливості), ступінь невинності загиблих. Значно підсилює травматизацію обставини, коли люди потерпають не від безликих стихійних сил (наприклад — через екологічне лихо), а внаслідок свідомих чи навмисних дій людей (страта, катування, вигнання тощо). Важливе значення має неможливість (або нездатність) протистояти травмуючій силі або суб'єкту, вимушена пасивність жертви. Чим менше змоги чинити опір, тим більша травма від дій агресора (загибель на полі бою менш травматична для суспільства, ніж насильницька смерть у концтаборі). 
Колективна травма має такі психологічні наслідки: соціальна фрустрація; збільшення рівня психологічних проблем, депресій та соматичних захворювань у популяції, що її зазнала; групоцентризм, схильність ідеалізувати власну соціальну групу та бачити образ ворога в представниках інших груп, особливо відповідальних за травму. 
Особливістю колективної травми є її довготривалий характер. Неопрацьовані травми мають багато прихованих наслідків, особливо, коли вони замовчувалися, заборонялися. Необхідно долати негативні наслідки колективних травм навіть через тривалий час після травмуючих подій. 

## Передача між поколіннями
Представники травмованої групи, що залишилися в живих, та їх нащадки відчувають потребу емоційного відреагування, що є умовою зцілення. Якщо суспільству не вдається впоратися з травматичним досвідом, і заходи подолання травми недостатні або відсутні, колективна травма ускладнюється, її дія стає більш опосередкованою, прихованою. Вона не зцілюється повністю і її наслідки можуть існувати протягом тривалого часу. Якщо група позбавлена можливості опрацьовувати травму, якщо люди не можуть відкрито висловлювати почуття з приводу трагічних подій, оплакувати загиблих, сумувати, травма делегується нащадкам, які переживають її як свю, навіть якщо вони не були безпосередніми об’єктами травматизації. 
Відбувається так звана трансгенераційна (міжпоколінна) передача травми з усіма наслідками, що з цього випливають. Нове покоління відчуває потребу щось з цим зробити, наприклад — сумувати замість своїх предків, або мстити за них, відновлюючи потоптану справедливість. Існують деструктивні, агресивні форми відреагування колективних травм. Неопрацьовані наслідки можуть стати причиною таких негативних явищ, як кровна помста, тероризм, етнічні війни тощо, що в свою чергу є джерелом нових колективних травм. В історії людства є багато прикладів конфліктів між державами і цивілізаціями, що живляться образою, ненавистю і почуттям помсти за заподіяні колись (іноді століття назад) колективні страждання.
Якщо травма довго не піддається описаним ритуалам зцілення, то після закінчення значного відрізку часу її сила буде слабшати. Як і людина, суспільство не може нескінченно перебувати в стані гострого болю, відбувається поступове полегшення страждань. Але незавершена травма все рівно буде даватися взнаки, наприклад, її наслідки можуть закріплюватися в особливостях національного характеру та колективної ідентичності.

## Подолання
Суспільство виробило ряд засобів для подолання наслідків колективних травм, які застосовувалися протягом всієї історії людства. Їхня суть полягає в певному емоційному опрацюванні травматичної події. Одним із шляхів подолання колективних травм, відомим ще в давнину, було створення героїчного епосу та інших писемних творів. Ці літературні пам'ятники допомагали тим, хто отримав травму та їхнім нащадкам пережити трагедію, оплакуючи загиблих героїв, оспівуючи подвиги, даючи простір для вираження скорботи. Окремими жанровими формами епосу, покликаними саме для емоційного зцілення, є «пісні» та «плачі». 

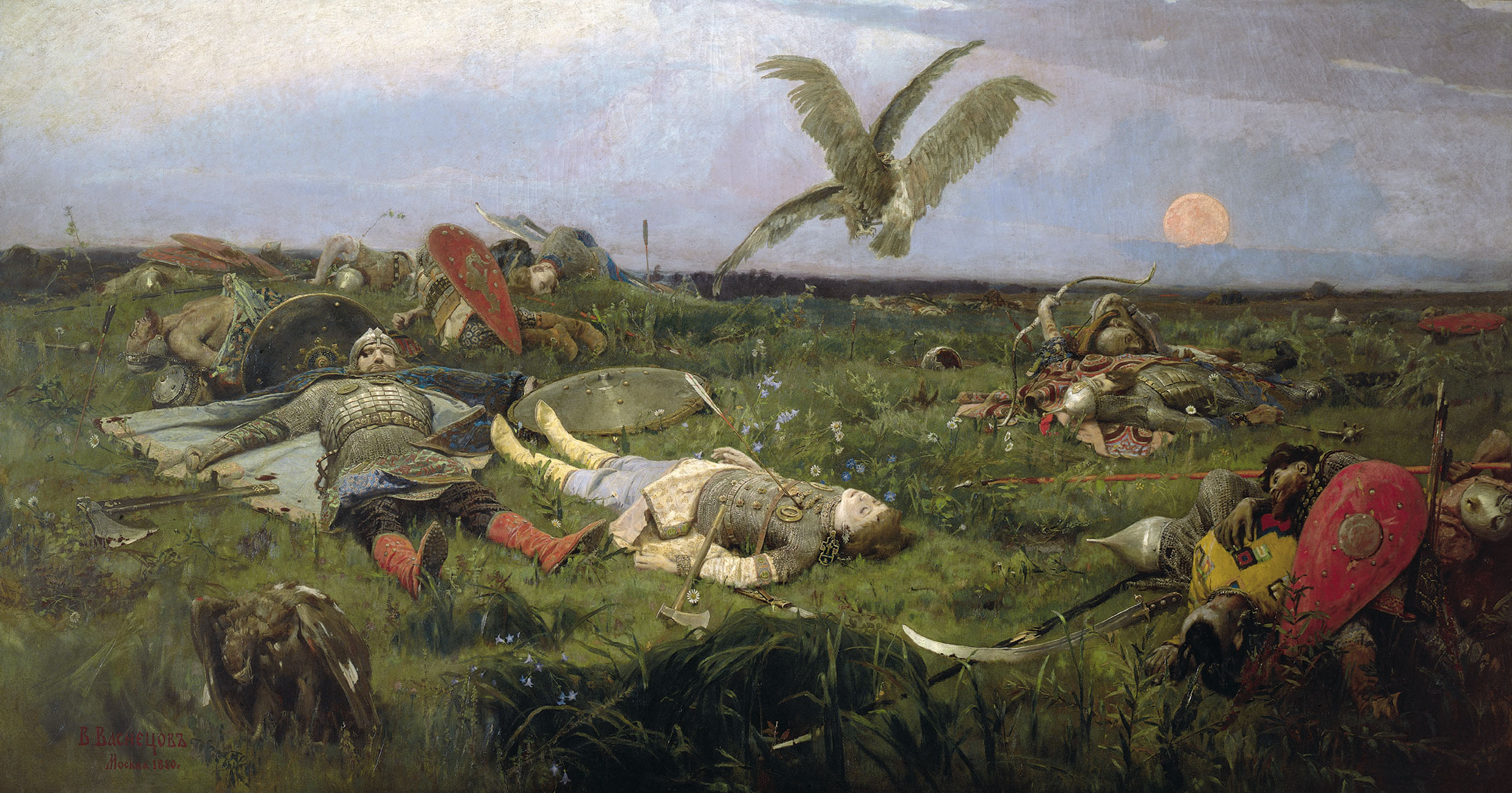
Картина Віктора Васнецова «Після побоїща Ігоря Святославича з половцями» (1880)

У світовій культурі прикладами таких епічних творів, що оспівують трагічні події, у давньогрецькому епосі є Іліада, у скандинавському — Пісня про Нібелунґів. У вітчизняній культурі таким пам’ятником є літописна поема про трагічну історію Новгород-Сіверського князя Ігоря Святославовича «Слово о полку Ігоревім», частиною якої є відомий «Плач Ярославни». 
Іншими формами емоційного відреагування травми є фольклор, анекдоти, політична карикатура, але тут ми маємо приклад комічної трансформації, яка не менш важлива, ніж переживання скорботи, особливо на етапі одужання. Недарма кажуть: «Суспільство розлучається зі своїм минулим, сміючись». Важливими формами такої ритуалізації трагічних подій є відзначання роковин, днів пам’яті, оплакування, поминання тощо, створення пам’ятників, меморіалів на відзнаку трагічних подій (скульптурних та архітектурних), написання музичних творів на тему колективної травми, канонізація історичних постатей. В наш час такі завдання вирішує кінематограф, ЗМІ. Дуже важливі політичні і громадські заходи, покликані відновити справедливість, реально або символічно: наприклад, створення ООН, проведення Нюрнберзького процесу.
В ряді випадків потрібна психологічна та психотерапевтична допомога людям і групам, постраждалим від колективних травм. Такої допомоги потребують і їхні нащадки в 2-му і 3-му поколіннях.

## Найбільші колективні травми в історії людства

### Війни

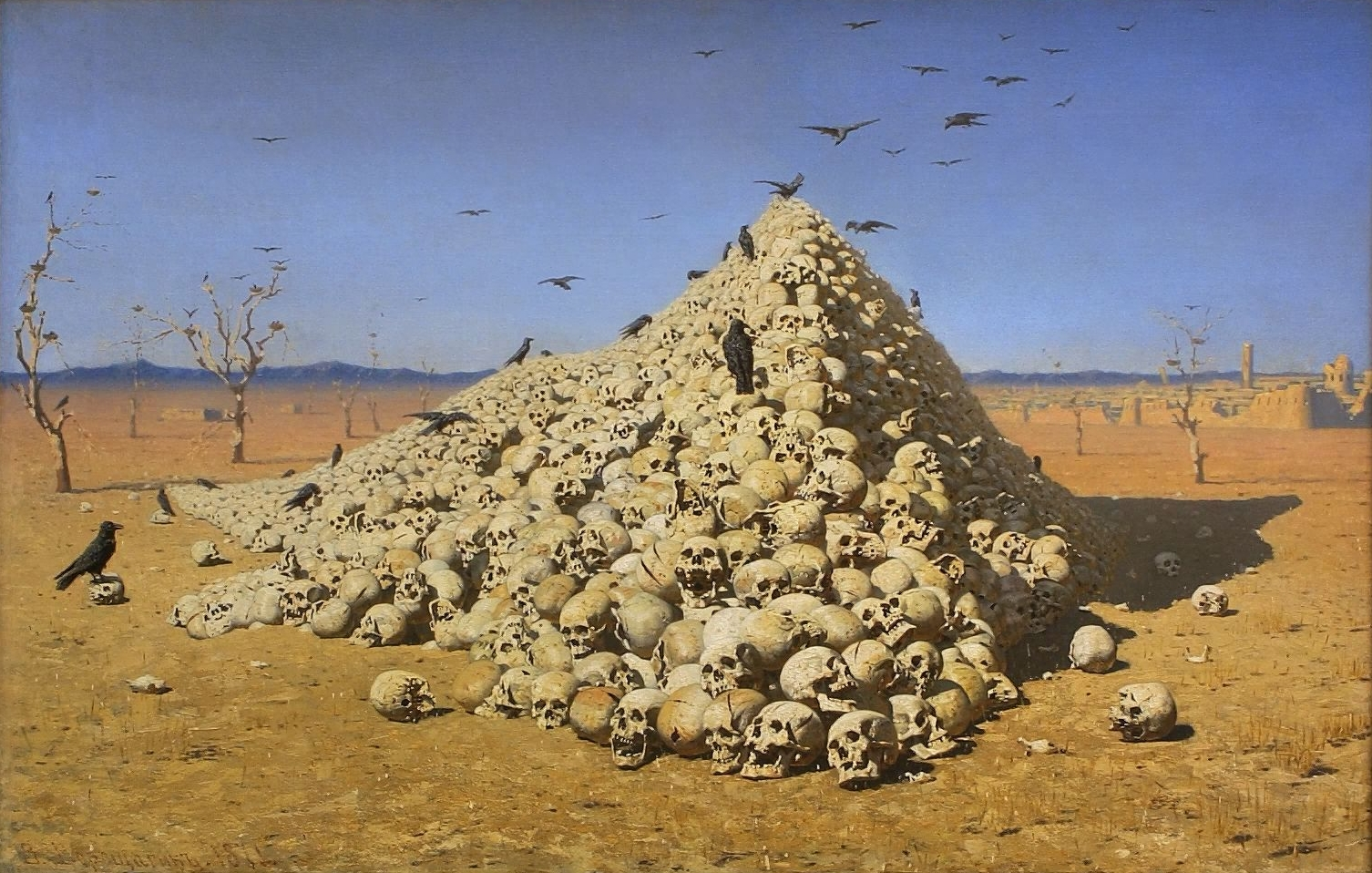
В. В. Верещагін. «Апофеоз війни» (1878)

В історії людства війни займають чільне місце за чисельністю загиблих насильницькою смертю. Отже війни є і були одними з найбільших колективних травм. Світові війни 20-го столітті як наймасовіші трагедії є системними колективними травмами. Проте зазвичай воєнними травмами вважаються найбільш травмівні епізоди, які вирізняються не лише масштабом, а й особливими обставинами, що спричиняють значне психологічне травмування: особливою жорстокістю, несправедливістю, драматизмом. Так, одним з таких епізодів у Другій світовій війні був напад японської палубної авіації на американську військово-морську та повітряну базу Перл-Гарбор 7 грудня 1941 року. 
Не менш травмівним було ядерне бомбардування американцями японських міст Хіросіми і Нагасакі 6 і 9 серпня 1945 року. В цій трагедії загинуло і померло від променевої хвороби протягом 5 років приблизно 140 тисяч людей. Цю травму японська нація оплакувала декілька десятиліть. Вона мала надзвичайний вплив на всю японську культуру, суспільне життя цілого покоління японців. Для жертв бомбардування, що вижили, характерні значні психологічні проблеми, зокрема — комплекс провини по відношенню до тих, хто загинув. 
Серед воєнних травм часто називають газову атаку в Халабджі — застосування хімічної зброї іракською владою проти цивільного населення міста Халабджа на території Іракського Курдистану в ході ірано-іракської війни 16—17 березня 1988 року. Особливий трагізм цієї події полягає в тому, що газова атака була здійснена проти цивільного населення. Внаслідок неї загинуло 5 тисяч людей і 20 тисяч постраждало від хімічного ураження. 
Колективною травмою для обох сторін стала війна у В'єтнамі (1959—1975), яка відбувалася формально між комуністичним Північним В'єтнамом (підтримуваним СРСР та КНР) і Південним В'єтнамом (підтримуваним США та їх союзниками). Зокрема — для американської сторони (не лише для військових, що брали участь у цій війні, а й для всього суспільства) вона стала причиною цілої низки психологічних проблем, відомих як в'єтнамський синдром. Це мало всі ознаки колективної травми. Згодом в учасників бойових дій було діагностовано специфічний синдром, який пізніше отримав назву посттравматичний стресовий розлад (ПТСР). Характерно, що понад 150 тисяч американських ветеранів в’єтнамської війни загинуло при трагічних обставинах (зокрема — від самогубства), що майже втричі перевищувала кількість загиблих у бойових діях. 

### Геноцид

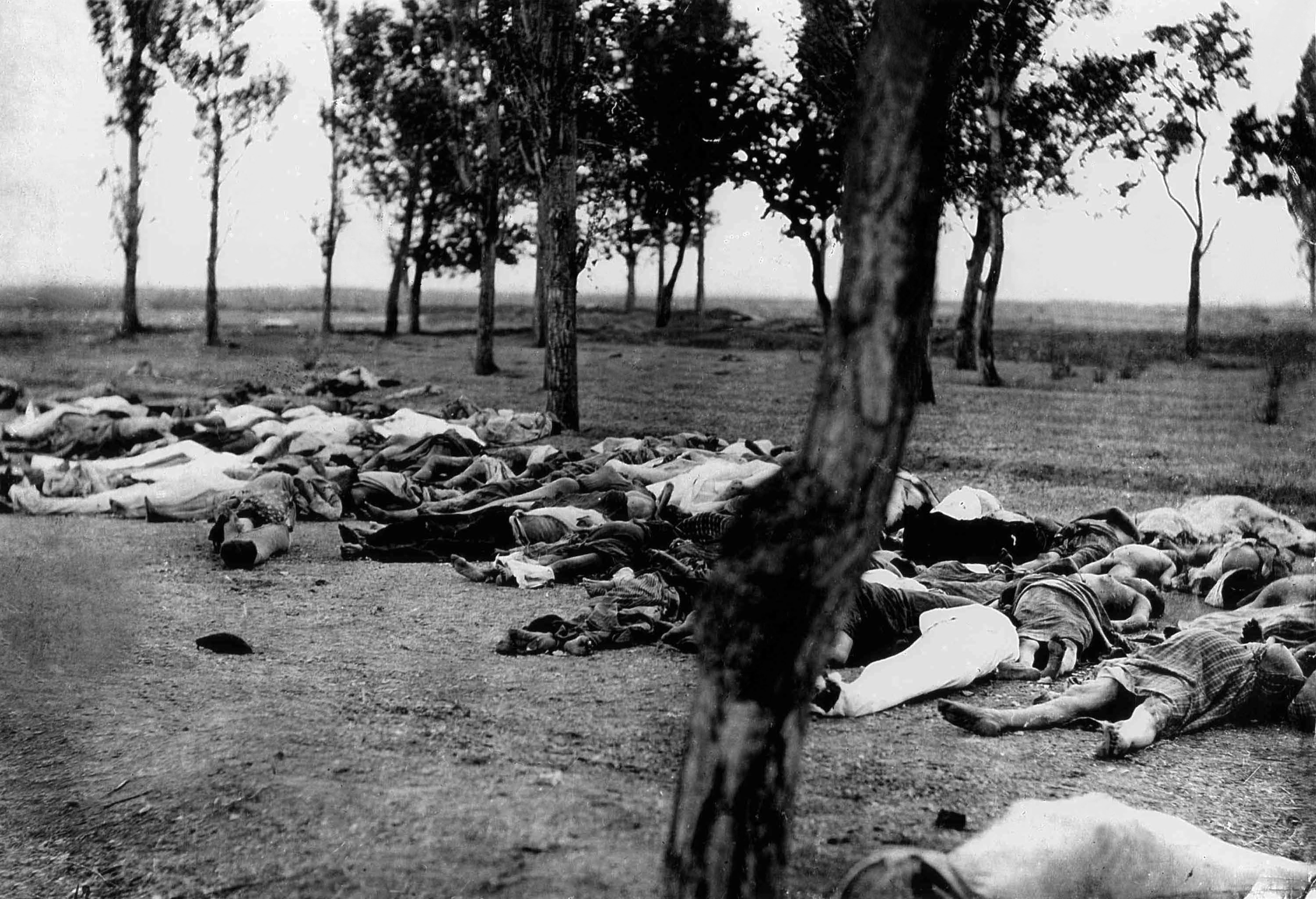
Жертви геноциду вірмен

Геноцид є однією із найстрашніших колективних травм, що суттєво позначається на житті не лише травмованого покоління (тих, хто вижив у цій трагедії), а й декількох поколінь нащадків. Найчастіше жертвами геноциду стають етнічні групи, представники релігійних конфесій, соціокультурні меншини тощо. 
В історії людства геноцид часто здійснювався на завойованих та колонізованих територіях, де споконвік проживало корінне населення. Геноцид корінних народів відбувався, наприклад, на території американського континенту після його колонізації англійськими, іспанськими, португальськими та французькими завойовниками. 
Під час Першої світової війни і в перші післявоєнні роки (1914—1923) в Османській імперії був здійснений геноцид немусульманських етнічних меншин, а саме — геноцид вірмен, під час якого загинуло 1—1,5 мільйона людей, геноцид понтійських греків, що забрав життя близько 300 тисяч людей та геноцид ассирійців, жертвами якого стали 55 тисяч людей. 
Одним з найбільш відомих геноцидів є Голокост — знищення нацистською владою єврейського населення в Німеччині та на окупованих територіях під час панування нацистського режиму (1933—1945). Жертвами Голокосту стали 6 мільйонів людей. Ця трагедія стала одним з основних звинувачень у злочинах нацизму на Нюрнберзькому трибуналі 20 листопада 1945 — 1 жовтня 1946 року. Увага світової громадськості до теми Голокосту сприяла тому, що з’явився сам термін «геноцид» і були здійснені юридичні заходи щодо засудження цього злочину і визнанням його злочином проти людства. 
У відносно недавній історії одним з найстрашніших був геноцид у Руанді (1994), під час якого представниками етнічної більшості країни — народності хуту, керованими тимчасовим урядом, що прийшов до влади в результаті військового перевороту 6—7 квітня, було знищено від 500 тисяч до 1 мільйона представників етнічної меншини країни — народності тутсі. Цей злочин був розглянутий і засуджений спеціально створеним для цього міжнародним трибуналом. 

### Терористичні акти

Пам’ятник жертвам терористичного акту в Беслані. Скульптор Ванді Рензо Джарно (Сан-Марино, 2006).

Тероризм був і залишається одним з основних джерел колективних травм. Особливо травматичними виявляються терористичні акти, які не спрямовані персонально на певних людей, коли цей злочин здійснюється навмисно для психологічного тиску і залякування, і його жертвами часто стають невинні люди, які випадково опинилися в даному місці. 
Тероризм є однією зі світових проблем сучасної дійсності. Існують цілі організації, які в основу своєї активності поклали міжнародний тероризм. Яскравим прикладом є Аль-Каїда — міжнародна терористична сунітська джихадистська організація. 
Однією найбільших терористичних організацій світу є Ісламська Держава — міжнародна ісламістська сунітська екстремістська терористична організація, що сповідує салафітський джихадизм як засіб боротьби за утвердження ісламу проти «невірних». З метою психологічного тиску і залякування бойовики ІД використовують різні засоби, наприклад, публічну страту полонених, іноземних журналістів, представників інших релігій (серед них — жінки і діти). Робилося це здебільшого в жахливий і жорстокий спосіб, наприклад через відсікання голови, спалювання живцем тощо. Поширеною практикою є оприлюднення відеозаписів публічних страт в мережі Інтернет, число жертв у яких вимірюється тисячами.
Одним з найжахливіших був терористичний акт 11 вересня 2001 року в США, здійснений за допомогою захоплення чотирьох пасажирських літаків терористами-смертниками. В результаті серії скоординованих терористичних атак були повністю зруйновані вежі-близнюки Всесвітнього торгового центру у Нью-Йорку і частково постраждала західна будівля Пентагону. Цей теракт став найбільшим в історії за кількістю жертв, внаслідок нього загинуло 2 996 осіб, більше 6 000 осіб отримали поранення. В організації цього злочину була звинувачена ісламістська організація «Аль-Каїда». 
Досить резонансними були вибухи житлових будинків у Росії (1999). Внаслідок серії цих терористичних актів у російських містах Буйнакськ, Москва та Волгодонськ 4—16 вересня 1999 року загинуло 307 осіб, понад 1700 було госпіталізовано з пораненнями різного ступеня тяжкості. Ці теракти було використано для залякування з політичними цілями, зокрема — як привід для початку Другої російсько-чеченської війни. 
Політичні наслідки мав і терористичний акт у Беслані (2004). Вранці 1 вересня 2004 року під час урочистої лінійки, присвяченої початку навчального року нерозпізнаними терористами було захоплено понад 1.100 заручників у школі № 1 міста Беслан (Північна Осетія, Росія), яких утримували впродовж 2,5 днів. Після невдалих перемовин з терористами було розпочато штурм із застосуванням важкої військової техніки, внаслідок чого загинули 334 заручники (з них 186 дітей) і понад 800 отримали поранення. Після цього теракту були здійснені зміни у федеральному законодавстві Росії, які де-факто змінили російський конституційний лад. 

### Колективна депортація
Депортація, або примусове переселення окремих людей чи груп людей (навіть цілих народів) в іншу країну чи територію, була досить поширеною практикою покарання з найдавніших часів. Так, за оцінками істориків між Х і VIII століттям до н. е. ассирійська держава депортувала 4,5 мільйона людей, особливо у Верхню Месопотамію.
Однією із стародавніх історій депортації, описаних у Біблії, є вигнання євреїв з Юдеї під час її завоювання вавилонським царем Навуходоносором II у VI столітті до н. е.
До колективної депортації часто вдавалися в Римській імперії, Візантії. Так, наприкінці VII століття візантійський імператор Юстиніан II депортував у Малу Азію велику кількість слов'янських сімей, захоплених у Фракії (за даними джерел - від 100 до 250 000 осіб), і поселив їх у Віфінії.
Одна з найжахливіших колективних травм пов’язана з депортацією і рабством африканського населення. За період з XVI по XIX століття в країни Америки було завезено близько 12 мільйонів африканців, з них близько 645 тис. — на територію сучасних США.
Жахливих масштабів досягала депортація народів у СРСР у 30-ті і 40-ві роки XX столітті, від якої постраждало близько 6 мільйонів людей, з яких від 1 до 1,5 мільйонів загинуло внаслідок цього переселення.
В американській історії колективних травм часто наводиться трагедія індіанського населення Північної Америки, насильно переселеного з рідних земель на індіанську територію (нині Оклахома) на заході США, що відбувалося між 1830 і 1850 роками. Депортація, відома під назвою «Дорога сліз», торкнулася насамперед п'яти цивілізованих племен — черокі, чикасо, чокто, кріки та семіноли. Всього було депортовано 60 000 людей, з яких від 8 до 12 тисяч загинули під час депортації. З метою увічнення пам’яті про цю подію було санкціоновано створення 2200 миль стежок, що повторюють шлях депортації, Кермітом Хантером написана історична драма «До цих пагорбів», заснована на історії «Дороги сліз», здійснені інші заходи. 

### Рабство

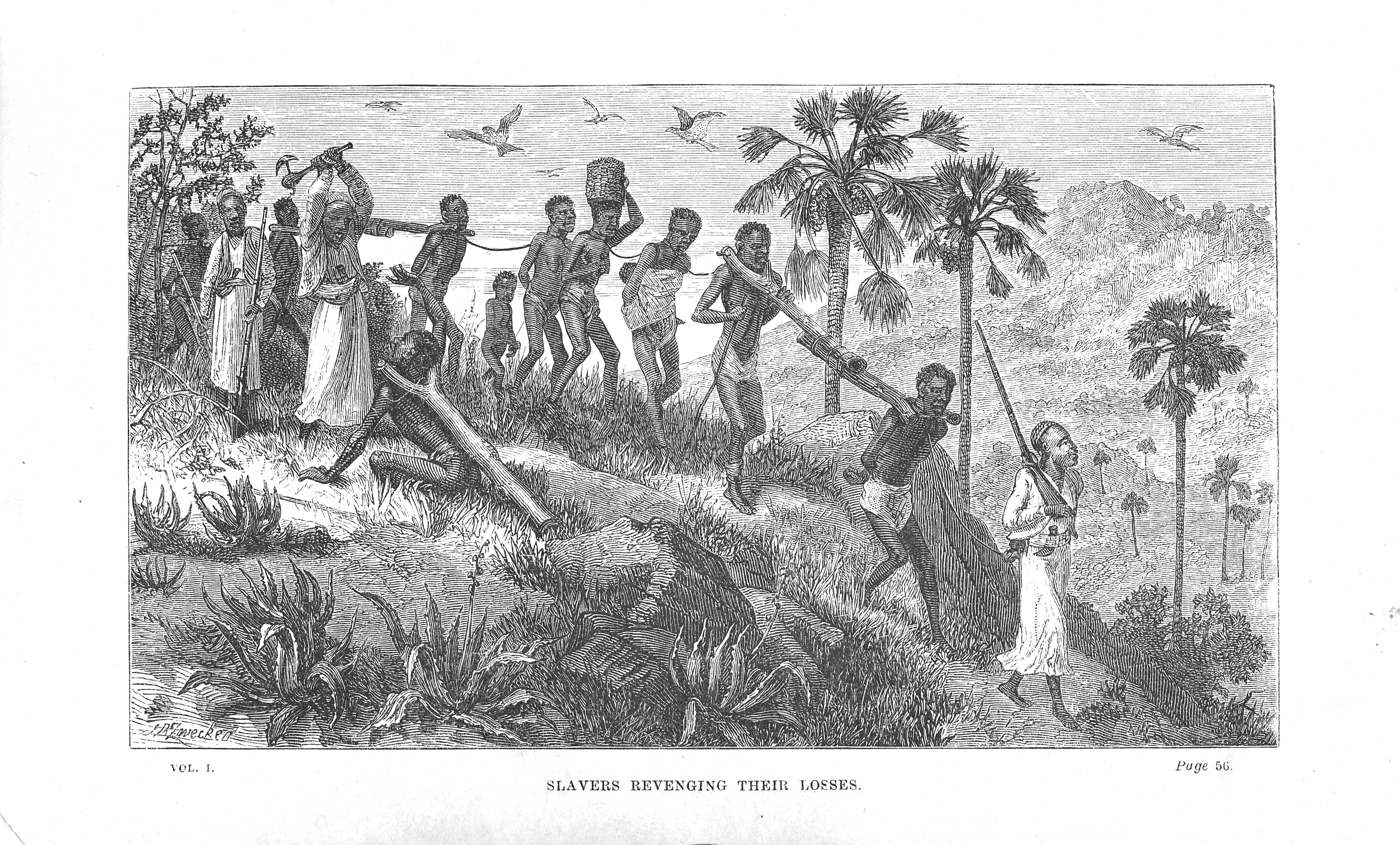
Арабсько-суахілійські работорговці та їх полонені на річці Рувума у Східній Африці, 19 століття

Таке соціально-історичне явище, як рабство існує протягом всієї історії людства і, на жаль, не зникло і в наші дні. Проте дослідження соціально-психологічних і психотерапевтичних наслідків рабства почалося лише кілька десятиліть тому. 
Найбільша увага приділена темі рабства афроамериканців у США та рабства в Бразилії. 
Травма рабства дуже тісно пов’язана з травмою депортації. Так, жертвами колективної травми афроамериканців є декілька великих соціально-психологічних груп людей. Насамперед, це люди, депортовані у рабство та їх нащадки, які є основними носіями травми. Крім цього травмованими є населення країни, звідки вивозили рабів (яке є носієм історичної травми рабства), а також суспільство, в якому поширене рабство. Отже травма рабства стосується не лише афроамериканців, а й цілої низки країн Африки, звідки походили темношкірі раби. Це одна з причин багатьох соціально-політичних проблем, які переживають ці країни.
У 2005 році американською дослідницею Джой ДеГрю була видана книга «Посттравматичний рабський синдром: американська спадщина тривалої травматизації та зцілення (ПТРС)». В цій роботі, яка стала результатом 12-річного дослідження, ДеГрю описала багато-поколінну травму, пережиту афро-американцями, яка призводить до посттравматичного стресового розладу у поневолених африканців та їх нащадків, який ніхто не виявляв і не лікував. Вона стверджує, що ПТРС — це не розлад, який можна лікувати клінічно, для цього потрібні глибокі соціальні зміни в людях та організаціях для подолання нерівності та несправедливості стосовно нащадків поневолених африканців. Темі колективної травми рабства та ПТРС присвячено чимало наукових публікацій. 
Близькою до проблеми рабства є проблема примусового позбавлення волі без належних юридичних підстав. Найяскравішими прикладами такого злочину є нацистські концентраційні табори та табори для жертв політичних репресій в СРСР у 30-ті — 40-ві роки XX століття. Психологічні наслідки травматизації жертв нацистських концтаборів, які вижили, та їх нащадків досліджувались у зв’язку з травмою геноциду. 

### Загибель суспільних лідерів або кумирів
До колективної травми може призводити і смерть однієї людини, якщо вона є важливою фігурою для суспільства і якщо це була смерть за особливих трагічних чи драматичних обставин. 
Дуже часто причиною травми стає політичне вбивство суспільних та політичних лідерів. Серед найвідоміших можна назвати убивство 16-го президента США Авраама Лінкольна (15 квітня 1865), визволителя американських рабів, національного героя США; російського імператора Олександра II (1 березня 1881), прозваного «Визволителем» за скасування кріпосного права в Росії; першого прем'єр-міністра Демократичної Республіки Конго Патріса Лумумби (17 січня 1961), одного з символів боротьби народів Африки за незалежність;  американського проповідника Мартіна Лютера Кінга (4 квітня 1968), лідера руху за громадянські права 1960-х років проти расизму, лауреата Нобелівської премії миру (1964); прем'єр-міністра Індії Індіри Ганді (31 жовтня 1984). 
Одним з найбільш резонансних було убивство 35-го президента США  Джона Кеннеді (22 листопада 1963), яке фактично потрясло весь світ.
Вбивство викликало приголомшливу реакцію у всьому світі та фактично шокувало американську націю. Люди відкрито плакали і збирались в універмагах, щоб подивитися телевізійне висвітлення, інші молилися. В деяких районах зупинився рух, коли новина поширювалася від машини до машини. Школи рано відпускали своїх учнів. 
Ця подія справила глибоке і тривале враження на багатьох людей у всьому світі. Як і раніше, при нападі на Перл-Харбор 7 грудня 1941 року, та значно пізніше, під час теракту 11 вересня, запитання: «Де ви були, коли почули про вбивство президента Кеннеді?» стало загальною темою обговорення.
Травматичною для суспільства може бути не лише вбивство політичних лідерів, а й загибель людей, які є знаковими фігурами і мають надзвичайно високий авторитет в суспільстві.  
Такою подією стала загибель першого в світі космонавта Юрія Гагаріна (27 березня 1968) під час випробувального польоту на літаку МіГ-15УТІ, яка стала колективною травмою для всього людства. 
Надзвичайно сильну реакцію в світі викликала трагічна загибель у автокатастрофі принцеси Уельсу Діани (31 серпня 1997). Ця подія мала всі ознаки колективної травми. 
Так, протягом чотирьох тижнів після похорону принцеси Діани рівень самогубств в Англії та Уельсі зріс на 17 %, а випадки навмисного заподіяння собі шкоди — на 44,3 % порівняно з середнім показником за цей період за чотири попередні роки. Дослідники припускають, що це було викликано ефектом «ідентифікації», оскільки найбільше зростання самогубств було у людей, найбільш схожих на Діану: жінок у віці від 25 до 44 років, рівень самогубств яких збільшився більш ніж на 45 %.
Інше дослідження показало, що 50 % британців і 27 % американців були глибоко зворушені її смертю, нібито помер хтось із їхніх знайомих. Було зроблено висновок про те, що в цілому жінки в цих країнах постраждали більше за чоловіків. Такі риси Діани, як «благодійність» та «здатність ототожнювати себе зі звичайними людьми» були одними з головних чинників, які змушували людей захоплюватися нею та поважати її.
Протягом декількох тижнів після її смерті консультаційні служби повідомили про збільшення кількості телефонних дзвінків людей, які звертались за допомогою через горе чи лихо.

### Екологічні катастрофи

«Останній день Помпеї». Картина Карла Брюллова, 1830–1833

Стихійні лиха протягом всієї історії людства завдавали чимало проблем і часто ставали причинами великої кількості людських жертв, руйнування будівель, що призводило до психологічного травмування тих, хто вижив у цих катаклізмах. 
Одними з найбільш руйнівних екологічних катастроф є землетруси, які часто призводять до великої кількості жертв, руйнування і загибелі цілих міст. 
Найбільш травматичними для психіки людей є землетруси з великою кількістю загиблих, що відбуваються, як правило, в густонаселених районах. В цьому списку чільне місце за кількістю жертв займають землетруси в Китаї: у 1556 році в Шеньсі, під час якого загинуло 830 000 людей, і в 1976 році в Таншані, де число загиблих за офіційними даними було 242 419, а за неофіційними – більше 655 тисяч.
У Європі найбільшими за кількістю жертв вважаються Мессінський землетрус 1908 року в Італії зі 123 000 загиблих і Ашхабадський землетрус 1948 року в СРСР, де загинуло 110 000 людей. 
Населені пункти розташовані на океанському узбережжі часто потерпають від такого стихійного лиха, як цунамі, що є наслідком підводних землетрусів в океанських глибинах. Найжахливішим в історії вважається землетрус в Індійському океані (2004), від хвиль цунамі якого загинуло 230—280 тисяч осіб у 14 країнах. 
Про цю трагедію в 2012 році за спогадами однієї з очевидців катастрофи було знято художній фільм Неможливе. 
Виверження вулканів також часто ставало причиною колективних травм. Найтяжчим за кількістю жертв вважається виверження вулкана Тамбора в 1815 році на острові Сумбава в сучасній Індонезії, яка на той час була частиною Голландської Ост-Індії. загинуло від 100 до 200 тис людей. 
Одним з найбільш відомих вулканів, що неодноразово «прокидався», і досі залишається діючим, є Везувій, розташований в північній Італії поблизу Неаполя. Найвідомішою трагедією є виверження Везувію 79 року, що спричинило загибель давньоримських міст Помпеї, Геркуланум, Оплонтіс і Стабії, число загиблих у якій оцінюється як 1500—3500. 
Ця подія найшла відображення в культурі: поезії, живописі (картина Карла Брюллова «Останній день Помпеї», кінематографі (кінофільм Помпеї та інші. 
Пожежі також є чутливими травмівними подіями, які позначаються на психологічному стані людей. Найбільш серйозними для екології є лісові пожежі, які можуть перетворюватись на справжні екологічні катастрофи, як це було в Австралії у 2019—2020 роках. Лісові пожежі можуть спричиняти психологічні травми і посттравматичні розлади у людей, які знаходяться в інформаційному просторі цих трагедій.
До помітних психологічних наслідків можуть призводити і урагани, смерчі (торнадо) та інші руйнівні атмосферні явища. Урагани прийнято називати жіночими іменами, вважаючи, що це пом’якшує психологічне враження від них. Урагани можуть призводити до колективних травм, як це видно на прикладі урагана Катріна, який у 2005 році спустошив північне узбережжя Мексиканської затоки США і став причиною 1836 смертей.

### Пандемії
Смерть від інфекційних захворювань, що стрімко поширюються в популяції, займає одне з перших місць за кількістю жертв серед інших причин неприродніх смертей. Пандемії завжди супроводжувалися значними соціальними та психологічними наслідками: панікою, поширенням у соціумі страхів, депресій, стресів, фрустрації, невротичних та психічних розладів, вони часто ставали причиною гальмування суспільного розвитку. Проте дослідження явища пандемії як масової психологічної травми почалося лише в останні роки. 
Найбільші в світі пандемії за кількістю померлих (число в яких вимірюється мільйонами) були спричинені такими хворобами, як чума, натуральна віспа, епідемічний висипний тиф, холера, грип. 
Чільне місце в списку пандемій належить такій хворобі, як бубонна чума, число жертв якої загалом налічує сотні мільйонів. Серед трьох великих пандемій чуми найжахливішою вважається друга пандемія 1347—1353 років, відома під назвою «Чорна смерть», від якої за різними оцінками загинуло 75—200 мільйонів людей, переважно у Європі, Азії та Північній Африці. Лише у Європі ця пандемія забрала життя від 30 до 60 % населення.
Не менш жахливою була пандемія іспанського грипу, яка у 1918—1920 роках охопила весь світ, і від якої померло 17–100 мільйонів людей. Вона була найбільшою серед грипозних пандемій і наймасовішою пандемією 20-го століття. 
Наша сучасність відзначена принаймні двома пандеміями, які наклали помітний відбиток на соціальну дійсність всього світу. Пандемія ВІЛ/СНІД розпочалася у 1981 році і триває по теперішній час. За оцінками 2020 року загальне число жертв цієї хвороби вже досягло 36,3 мільйонів людей.
Пандемія, спричинена коронавірусом COVID-19, яка розпочалася у 2019 році в Китаї і поширилася на весь світ, триває і зараз. Незважаючи на безпрецедентні протиепідемічні та карантинні заходи, що здійснювалися практично в усіх країнах, число жертв від коронавірусної інфекції вже на даний момент оцінюється як 4,5–10 мільйонів людей. 
Для цієї пандемії характерні комплексний підхід до проблем, пов’язаних з коронавірусною хворобою, скоординовані дії провідних організацій світу, що опікуються проблемами здоров’я, великі фінансові витрати, спрямовані не лише на лікувальні заходи, розробку вакцин та вакцинацію, а й на соціальні програми по підтримці бізнесу, допомозі тим, хто поніс значні матеріальні втрати через карантинні обмеження та інші наслідки пандемії. Без перебільшення можна стверджувати, що ця подія суттєво змінила життя людей на всій планеті. 
Пандемія COVID-19 вперше почала розглядатися як джерело масової психологічної травматизації, що саме по собі є проблемою, яку треба розв’язувати, окрім прямих заходів лікування та реабілітації хворих. Поняття «колективна (масова) травма пандемії» стало предметом досліджень психологів і психотерапевтів,  чого не було під час попередніх пандемій.
Починає використовуватися термін «вірусофобія», аналогічний поняттю «радіофобія» як один з проявів колективної травми, спричиненої аварією на ЧАЕС в 1986 році. Пропонуються психотерапевтичні та соціотерапевтичні заходи для подолання проявів і наслідків масової психологічної травми пандемії. Проте, ці дослідження поки що знаходяться переважно на початковому етапі. 

## Найбільші колективні травми України

### Голодомор (1932—1933)

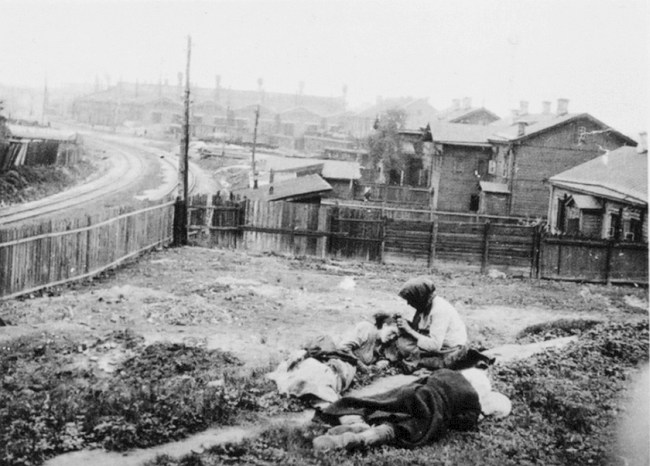
Жертви голоду. Харківщина, 1933 рік

Колективна травма Голодомору є однією з найтяжчих не лише в історії України, а й в історії людства. За останніми даними українських вчених під час Голодомору померло від 7 до 10 мільйонів українців. 
Фактором, що посилював травматизацію, був штучний характер голоду, який не був результатом неврожаю, поганих кліматичних умов або стихійного лиха, характерних для інших прикладів масового голоду в історії людства. Ця трагедія забрала життя ні в чому не винних людей, серед них — величезного числа дітей.
Голодомор відбувався при майже повній відсутності опору. Після декількох невдалих спроб силового придушення великої кількості селянських повстань, що чинили спротив колективізації, були «вдало» обрані час і спосіб політичного терору. Удар був настільки нищівним, що не давав можливості і часу для організованої протидії. За рідкісними винятками, практично не було «голодних бунтів», повстань, люди пасивно дозволили себе умертвити. Ця виглядало як тотальна пригніченість, соціальна депресія, параліч суспільства, від якого воно не могло оговтатися декілька десятиліть.
Один з найбільш значних наслідків Голодомору для українського суспільства — це знищення традиційного укладу життя українського селянства, який формувався століттями в аграрній країні, де більшість населення становило працьовите і господарське сільське селянство. Ще одним серйозним наслідком є переривання наступності історії боротьби за незалежність України, яка відбувалася в попередні періоди, в тому числі і руйнівний удар по козацьким традиціям України. Сталінському режимові вдалося на довгі роки зупинити опір і придушити волю до незалежності. У наступні десятиліття національно-визвольний рух відбувався переважно в західних областях, які не знали трагедії Голодомору, хоча до цього він був поширений на всій території України.

Меморіал жертв Голодомору в Києві (2008). Скульптура дівчинки з колосками в руках. На задньому плані «Свіча пам'яті»

Травма Голодомору та її наслідки стали причиною надламаної психології цілого покоління, а це не могло не позначитися на формуванні специфічних рис національного характеру. Вони проявляються не лише в особливому ставленні до їжі та в проблемах переїдання, надмірної ваги (особливо у представників старшого покоління). Для українців притаманні політична пасивність і політичний нігілізм, високий рівень недовіри до влади у всіх її формах. З цим пов'язаний відомий український індивідуалізм, відкидання колективних форм налаштування життя. Для багатьох характерна зневіра в свої сили, страх перед майбутнім, низька самооцінка, психологія жертви.
Тему Голодомору було заборонено офіційною радянською пропагандою тих часів, заперечувався навіть сам факт голоду. Знецінення цієї колективної травми мало не менше важкі психологічні наслідки для суспільства, ніж сам геноцид, хоча вони і не такі помітні, як смерть мільйонів людей. Така політика сама стала повторною травматизацією, фактично — це був психологічний геноцид, спрямований на знищення історичної пам'яті народу, який тривав, на відміну від короткого періоду Голодомору, кілька десятиліть. Тому є всі підстави вважати трагедію Голодомору подвійним геноцидом — фізичним і психологічним. 
Дуже довго не проводилося ніякої роботи по соціальному зцілення від цієї травми, практично не було спроб вираження «колективної скорботи». У цьому плані ситуація разюче відрізняється, наприклад, від травми війни, де суспільство мало можливість в повній мірі «оплакати» жертви за допомогою безлічі фільмів, пам'ятників, відзначення річниць і в значній мірі зцілитися. Після здобуття незалежності Україною ставлення до цієї трагедії змінилося, вона була визнана геноцидом, але її негативні психологічні наслідки ще не подолані. 

### Друга світова війна (1939—1945)
Для України і українців травма війни охоплює значно більший період, ніж роки безпосередніх бойових дій. Початок цієї травми пов'язаний із захопленням СРСР Західної України, Західної Білорусі та Прибалтики внаслідок змови між Гітлером і Сталіним і розв’язання Другої світової війни. На нових територіях одразу почалися масові репресії проти нелояльного населення. 
Одним із засобів придушення опору населення була депортація людей, що мешкали на цих землях. Уже восени 1939 p. перша хвиля депортації охопила польських осадників, які виселялися разом із сім'ями. Протягом грудня 1939 — березня 1940 років із Західної України та Західної Білорусі було депортовано понад 137 тисяч осіб. Їх виселяли в північно-східні області РРФСР, Комі АРСР і Казахстану. Друга хвиля депортації прокотилась у квітні 1940 p., коли було вивезено заможних селян — «куркулів» (до 6 тис. сімей із Західної України та Західної Білорусі).
Вторгнення німецької армії в СРСР 22 червня 1941 року стало початком нової колективної травми для всієї країни. Під час війни на території України, яка практично вся була окупована, точилися жорстокі бої з військами вермахту. Загальну кількість загиблих точно вказати важко. Згідно більшості джерел у війні загинуло близько 8 мільйонів українців, з них приблизно дві третини — це втрати цивільного населення. За цими загальними цифрами — безліч страждань, поневірянь, людських трагедій. На території України здійснювалися одні з найбільш активних бойових дій з великими людськими жертвами, наприклад, у такій військовій кампанії, як битва за Дніпро, загинуло щонайменше 417 тисяч солдатів та офіцерів Радянської армії, більшість з яких були українцями. 
Ще до завершення війни радянська влада розпочала розправу з цілими народами, які начебто заплямували себе підтримкою окупаційної німецької влади. Однією з найжахливіших була депортація кримських татар, розпочата 18 травня 1944 року. У телеграмі НКВС на ім'я Сталіна йшлося про те, що було виселено 183.155 осіб (не враховуючи солдатів армії, яких було відправлено на спецпоселення після демобілізації 1945 року). 
Радянська влада також розпочала репресії проти населення, переважно — західних областей України, звинувачених і запідозрених у підтримці ОУН і УПА. За даними Відомчого державного архіву, в 1944—1946 роках з території Західної України у віддалені райони СРСР було депортовано 14 728 сімей учасників національно-визвольного руху чисельністю 36 608 чоловік.
Ще масштабнішою була депортація українців, відома під назвою операції «Захід», що здійснена 21 жовтня 1947 року. Її підсумки були підведені в кінці жовтня 1947 року. Міністр внутрішніх справ СРСР С. Круглов в листі на ім'я заступника голови Ради міністрів СРСР Л. Берії доповідав про вилучення із західних областей України 26.682 сімей спецпереселенців або 76.192 особи, в тому числі чоловіків — 18.866, жінок — 35.152, дітей — 22.174.
Проте, боротьба органів НКВС з Українською повстанською армією на цьому не завершилася і продовжувалася щонайменше до 1953, а за радянськими джерелами до 1956 року. 
Травма війни була здебільшого зціленою завдяки суспільним заходам по увічненню пам’яті загиблих, вшануванню героїв тощо. Проте, багато проблем залишилось нерозв’язаними, зокрема — конфлікт між українськими патріотами і радянською владою. Також мало приділялось уваги проблемам депортованих людей, які переживають всі наслідки колективної травми.

### Голокост

Пам’ятник загиблим у Бабиному Яру громадянам міста Києва і військовополоненим (1976)

Трагедія Голокосту — геноциду євреїв вважається однією з найтяжчих в історії. Вона розгорталася в Польщі та інших окупованих нацистами територіях. Не оминула вона і Україну. Німецькими нацистами ще на початку окупації у Львові та інших окупованих містах були ініційовані єврейські погроми, в яких, на жаль, брали участь місцеві жителі, зокрема — члени української допоміжної поліції. У перші дні німецької окупації погроми відбулися в 58 українських населених пунктах, в ході яких загинули 24.000 євреїв. 
В різних містах України відбулися масові розстріли мирного населення, в тому числі — велика кількість євреїв, яких нищили за етнічною ознакою. Найбільш відомі місця — Бабин Яр у Києві (де було розстріляно близько 100 тисяч чоловік), Богданівка (Доманівський район) (кількість жертв перевищує 115 тисяч), Одеса (більше 22.000 трупів знайдено в масових могилах) та інші. Усього нацистським режимом було страчено близько 500.000 євреїв, що проживали в Україні.
Трагедія Голокосту є однією з найбільш досліджених і опрацьованих психологами і психотерапевтами проблем. Їй приділялось також багато уваги світовою громадськістю, що сприяло подоланню багатьох негативних наслідків травми геноциду. Проте її неможливо вважати остаточно вирішеною. Досі існує багато протиріч, що проявляється, зокрема у міжетнічних стосунках, в тому числі — і в нашому суспільстві. 

### Чорнобильська катастрофа (1986)

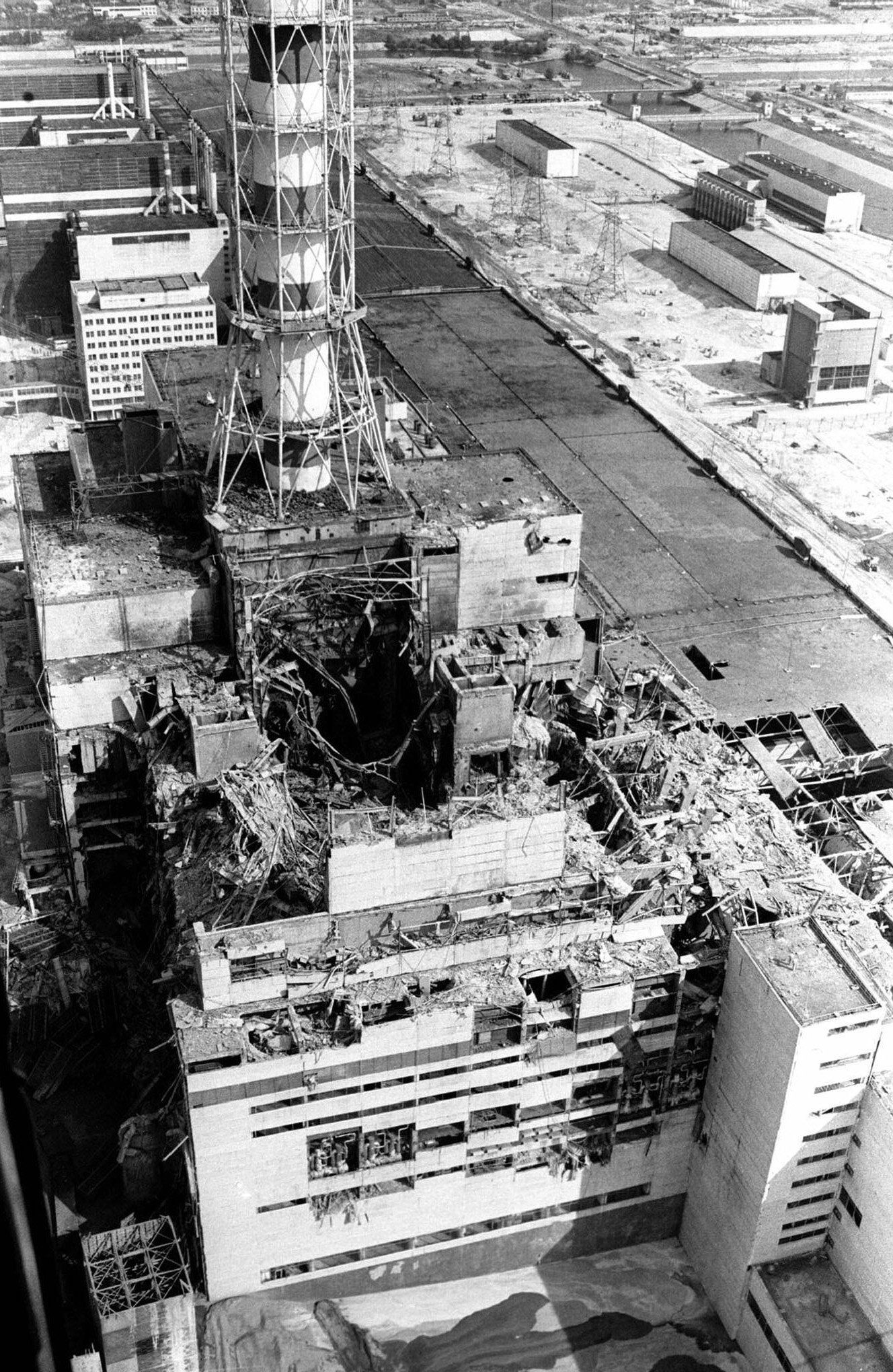
Зруйнований четвертий енергоблок ЧАЕС, 1986 рік

Чорнобильська катастрофа була спричинена двома тепловими вибухами і подальшим руйнуванням четвертого енергоблоку Чорнобильської атомної електростанції, розташованої біля міста Прип'яті Київської області Української РСР, в ніч на 26 квітня 1986 року. В результаті повністю зруйнованого вибухом реактору в довкілля було викинуто велику кількість радіоактивних речовин, що в 300 разів перевищило радіоактивний викид під час ядерного бомбардування Хіросіми. 
Катастрофа вважається найбільшою за всю історію ядерної енергетики, як за кількістю загиблих і потерпілих від її наслідків людей, так і за економічним збитком. За даними організації Союз «Чорнобиль», з 600.000 ліквідаторів аварії 10 % померло і 165.000 стало інвалідами.